# Sborník roku 1076
Sborník roku 1076 (orig. «Изборник» 1076 года) je ruská literární památka.

## Obsah díla
Sborník sestavil knihopisec Ioann za vlády knížete Kyjevské Rusi Svjatoslava Jaroslaviče. Kniha je v jistém směru originální filozoficko-etické dílo Staré Rusi, odrážející pronikání křesťanského náboženství a vytváření raných feudálních vztahů v zemi, jež byly doprovázeny ostrými sociálními srážkami. Sborník je uváděn předmluvou neznámého mnicha (bulharsky калугер) a oslavuje se v něm věda a filozofie. Autor sborníku vypisuje celý systém mravních pravidel, jimiž ospravedlňuje vládu feudálů, včetně vlády knižat, vyžadujících od lidu pokoru a poslušnost, trpělivost a mírnost. Zároveň však také vyzývá bohaté, aby omezovali svoji žádostivost, aby se nepodobali loupežníkům, aby projevovali lásku k bližnímu, aby dávali milodary ubohým a žebrákům, aby ochraňovali chudé a sirotky, aby pečovali o mravní čistotu duše. Ve Sbírce Svjatoslavově čerpal inspiraci kníže Vladimír II. Monomach při psaní svého Poučení.